# Hattie Bessent
Hattie Bessent (7 de março de 1908 – 31 de outubro de 2015) foi uma enfermeira psiquiátrica americana. Talvez suas realizações mais significativas residam em seus esforços para recrutar minorias para o campo da enfermagem e fornecer treinamento e orientação para aumentar a proporção de minorias em posições de liderança. Bessent recebeu seu diploma de BS da Florida A&M University, um grau de MS da Indiana University e um EdD da University of Florida em Fundações Psicológicas.

## Carreira
Bessent teve uma carreira longa e variada na profissão de enfermagem, após se formar como enfermeira psiquiátrica. Bessent atuou como Diretora Executiva Adjunta da American Nurses Association para o Programa de Bolsas de Estudo de Minorias Étnicas/Raciais (EMFP) por 28 anos, onde desenvolveu vários programas para profissionais e estudantes de enfermagem. Membro da Comissão do Tratado de Amizade para os Americanos, a Dra. Hattie Bessent foi enviada à China com autorização do ex-presidente Jimmy Carter. Dra. Bessent trabalhou em muitas instituições diferentes durante sua vida. Ela atuou como professora na Universidade da Flórida, Reitora de Graduação na Universidade Vanderbilt, membro do corpo docente na Universidade da Flórida e na Universidade de Harvard, e instrutora no Edward Waters College.

## Reconhecimento
Bessent foi designada como uma lenda viva da American Academy of Nursing, na 40ª Reunião Anual e Conferência da Academia em 2013. Além disso, ela fez parte de organizações como Phi Lamba Theta e Phi Delta Kappa. A Dra. Bessent também recebeu vários prêmios, como o prêmio Mary Mahoney da ANA, o prêmio Linda Richard e o prêmio pelo conjunto da obra da National Black Nurses Association.